# Экс-ан-Прованский оперный фестиваль
Экс-ан-Прова́нский о́перный фестива́ль (фр. Festival international d’art lyrique d’Aix-en-Provence), часто сокращённо Экс-ан-Прова́нский фестива́ль — международный музыкальный фестиваль во французском городе Экс-ан-Провансе, один из самых известных в мире.

## Исторический очерк
Открыт в июле 1948 постановкой оперы «Так поступают все» В. А. Моцарта, с тех пор проходит летом ежегодно. Театральные представления даются под открытым небом, на территории бывшего епископского дворца (фр. Théâtre de l’Archevêché). Часть фестивальных мероприятий проходит в кафедральном соборе Saint-Sauveur (храме Христа Спасителя), Большом театре Прованса (с 2007), в театре du Jeu de Paume, в концертном зале местной консерватории, на двух городских площадях и др.
С конца 1940-х и до начала 1970-х годов акцент в фестивальных программах делался на операх Моцарта (например, в 1949 с большим успехом была поставлена опера «Дон Жуан»). C 1974 года репертуар фестиваля расширился за счёт итальянского бельканто (оперы В.Беллини, Г.Доницетти, Дж. Россини), с 1982 на фестивальной сцене всё более активно ставятся барочные оперы — К. Монтеверди, Г. Пёрселла, Ж. Б. Люлли, А. Кампра, Ф. Кавалли, Ж. Ф. Рамо, Г. Ф. Генделя и других композиторов. С 1980-х гг. «живые» фестивальные представления стали записывать на камеру, а затем продавать на видеокассетах (ныне на DVD). С конца 1990-х изредка ставятся также современные оперы («Le Balcon» П.Этвёша, премьерное исполнение 2002). В XXI веке значительная часть программ Экс-ан-Прованского фестиваля отведена концертам кантатно-ораториальной, оркестровой, камерной инструментальной и вокальной музыки. Изредка на концертах фестиваля звучит джазовая и эстрадная музыка, например, в 1973 на фестивале выступила с сольным концертом Элла Фицджеральд. Таким образом, оригинальное название фестиваля (фр. festival d’art lyrique) не вполне соответствует его современной — универсальной — направленности.
Среди режиссёров оперных постановок — Люк Бонди, Питер Брук, Роберт Карсен, Ромео Кастеллуччи, Уильям Кентридж, Мартин Кушей, Саймон Макберни, Кэти Митчелл, Питер Селларс, Дмитрий Черняков. В качестве музыкальных руководителей (и дирижёров академического оперного оркестра) в разное время выступали Клаудио Аббадо, Джон Элиот Гардинер, Саймон Реттл, Эса-Пекка Салонен, Дэниел Хардинг. У фестиваля нет резидентного большого оркестра, для сопровождения спектаклей привлекались Берлинский филармонический оркестр, Лондонский симфонический оркестр, лондонский оркестр «Филармония», Малеровский камерный оркестр, Ensemble Intercontemporain и др. В спектаклях и концертах заняты видные солисты (певцы и инструменталисты), хоры, камерные оркестры, специализирующиеся на музыке барокко (так называемые «барочные» оркестры), с 2014 года здесь постоянно выступает Фрайбургский барочный оркестр.

## Площадки
- Театр архиепископства, во дворе бывшего дворца архиепископа
- Большой театр Прованса, открыт в 2007
- Театр игры в мяч, восстановленный театр 18 века
- Двор отеля Maynier d’Oppède
- Театр Гран Сан-Жан, на территории замка недалеко от Экса

## Постановки (выборка)

### 1948
- Вольфганг Амадей Моцарт. Так поступают все. Режиссёр — Габриэль Дюссюрже. Дирижёр — Ханс Росбауд.

### 1954
- Шарль Гуно. Мирей

### 1960
- Франсис Пуленк. Человеческий голос; Дариюс Мийо. Несчастья Орфея

### 1966
- Клод Дебюсси. Пеллеас и Мелизанда

### 1979
- Жюль Массне. Вертер

### 1980
- Джоакино Россини. Семирамида (с М. Кабалье и М. Хорн)

### 1982
- Жан-Филипп Рамо. Бореады (мировая премьера; дир. Дж. Э. Гардинер)

### 1991
- Бенджамин Бриттен. Сон в летнюю ночь (реж. Р. Карсен)

### 2007
- Рихард Вагнер. Валькирия (с Берлинским филармоническим оркестром); Клаудио Монтеверди. Орфей (реж. Т. Браун)

### 2009
- Вольфганг Амадей Моцарт. Волшебная флейта (реж. У. Кентридж).

### 2010
- Игорь Фёдорович Стравинский. «Соловей» и др. сценические произведения (реж. Лепаж, Робер|Р. Лепаж)

### 2011
- Джузеппе Верди. Травиата (реж. Ж.-Ф. Сивадье, заглавная партия — Натали Дессе)

### 2012
- Джордж Бенджамин. «Написано на коже». Режиссёр — Кэти Митчелл.

### 2014
- Вольфганг Амадей Моцарт. «Волшебная флейта». Режиссёр — Саймон Макберни. Дирижёр — Пабло Эрас-Касадо.

### 2015
- Георг Фридрих Гендель. «Альцина». Режиссёр — Кэти Митчелл. Дирижёр — Андреа Маркон.
- Вольфганг Амадей Моцарт. «Похищение из сераля». Режиссёр — Мартин Кушей.
- Петр Ильич Чайковский. «Иоланта». Игорь Стравинский. «Персефона». Режиссёр — Питер Селларс. Дирижёр — Теодор Курентзис.
- Бенджамен Бриттен. «Сон в летнюю ночь» (возобновление). Режиссёр — Роберт Карсен.

### 2016
- Вольфганг Амадей Моцарт. «Так поступают все». Режиссёр — Кристоф Оноре.
- Георг Фридрих Гендель. «Триумф времени и разочарования». Режиссёр — Кшиштоф Варликовский. Дирижёр — Эммануэль Аим.
- Клод Дебюсси. «Пеллеас и Мелизанда». Режиссёр — Кэти Митчелл. Дирижёр — Эса-Пекка Салонен.
- Игорь Фёдорович Стравинский. «Царь Эдип», «Симфония псалмов». Режиссёр — Питер Селларс.

### 2017
- Жорж Бизе. «Кармен». Режиссёр — Дмитрий Черняков. Дирижёр — Пабло Эрас-Касадо.
- Моцарт, Вольфганг Амадей. «Дон Жуан». Режиссёр — Жан-Франсуа Савадье. Дирижёр — Жереми Рорер.
- Филипп Бусман. «Пиноккио». Режиссёр — Жоэль Помра. Дирижёр — Эмилио Помарико.
- Игорь Фёдорович Стравинский. «Похождения повесы». Режиссёр — Саймон Макберни. Дирижёр — Эйвинд Гулберг Йенсен.
- Франческо Кавалли. «Эрисмена». Режиссёр — Жан Беллорини. Дирижёр — Леонардо Гарсиа Аларкон.

### 2018
- Генри Перселл. «Дидона и Эней». Режиссёр — Венсан Югэ. Дирижёр — Вацлав Лукс.
- Рихард Штраус. «Ариадна на Наксосе». Режиссёр — Кэти Митчелл. Дирижёр — Марк Альбрехт.
- Сергей Прокофьев. «Огненный ангел». Режиссёр — Мариуш Трелинский. Дирижёр — Казуши Оно.
- Ондржей Адамек. «Семь камней». Режиссёр — Эрик Обердорфф. Дирижёр — автор.
- Монем Адван, Ховард Муди, Дик ван дер Харст. «Орфей и Маджнун». Режиссёры — Айран Берг, Мартина Винкель. Дирижёр — Бассем Акики.
- Вольфганг Амадей Моцарт. «Волшебная флейта» (возобновление). Режиссёр — Саймон Макберни. Дирижёр — Рафаэль Пишон.

### 2019
- Вольфганг Амадей Моцарт. «Реквием». Режиссёр — Ромео Кастеллуччи. Дирижёр — Рафаэль Пишон.
- Курт Вайль. «Расцвет и падение города Махагони». Режиссёр — Иво ван Хове. Дирижёр — Эса-Пекка Салонен.
- Джакомо Пуччини. «Тоска». Режиссёр — Кристоф Оноре. Дирижёр — Даниэле Рустионе.
- Вольфганг Рим. «Якоб Ленц». Режиссёр — Андреа Брет. Дирижёр — Инго Метцмахер.
- Адам Маор. «Спящая тысяча». Дирижёр — Elena Schwarz, режиссёр — Yonatan Levy
- Мишель ван дер Аа. «Ошибка» (Blank out). Режиссёр постановки — Michel van der Aa, дирижёр — Klaas Stok.